# Megalastrum costipubens
Megalastrum costipubens är en träjonväxtart som beskrevs av Robbin C. Moran och J.Prado. Megalastrum costipubens ingår i släktet Megalastrum och familjen Dryopteridaceae. Inga underarter finns listade.